# Mariópolis
Mariópolis este un oraș în Paraná (PR), Brazilia.